# Johann Elias Haid

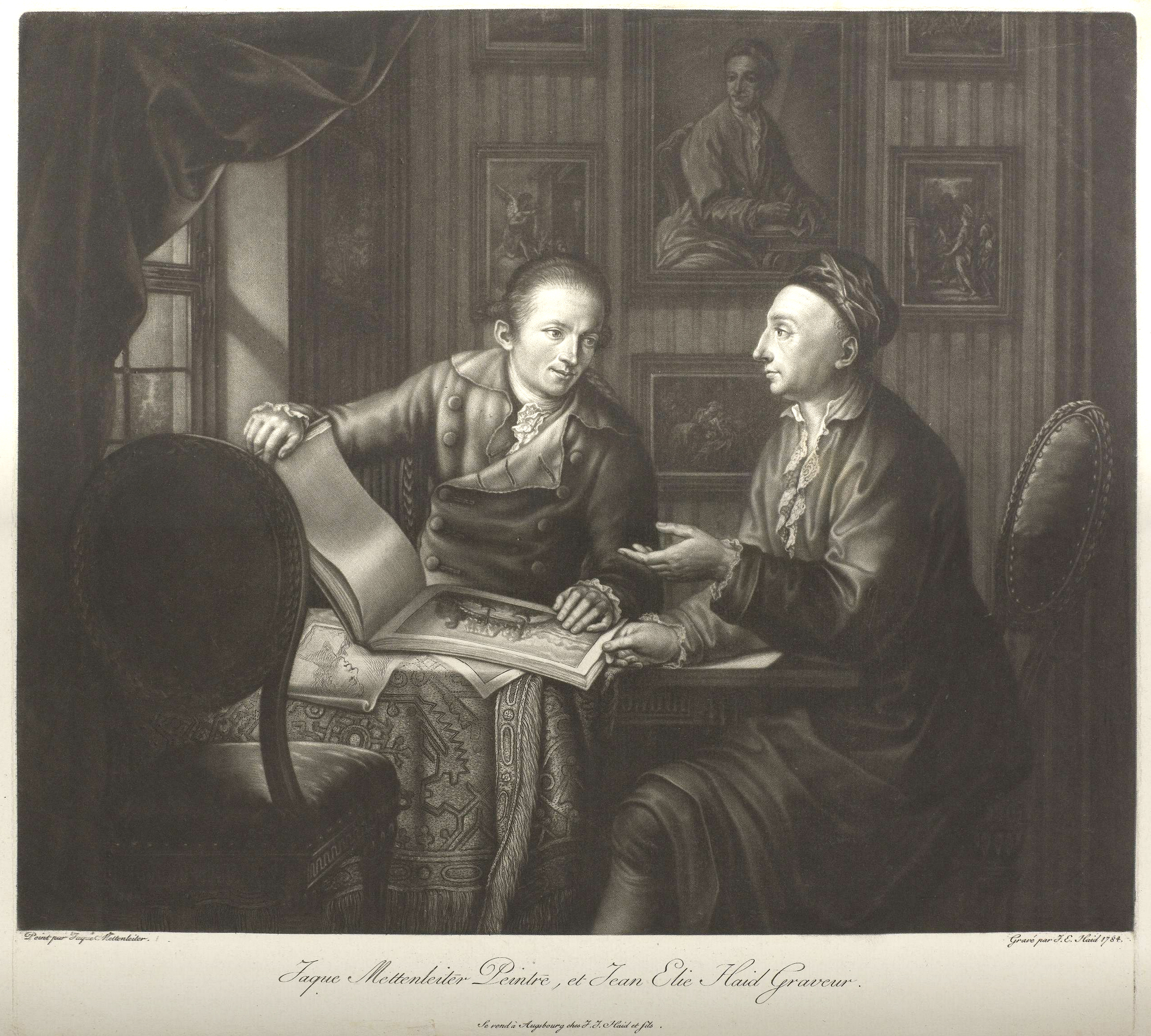
Johann Elias Haid (rechts) mit dem Maler Johann Jakob Mettenleiter (1784)

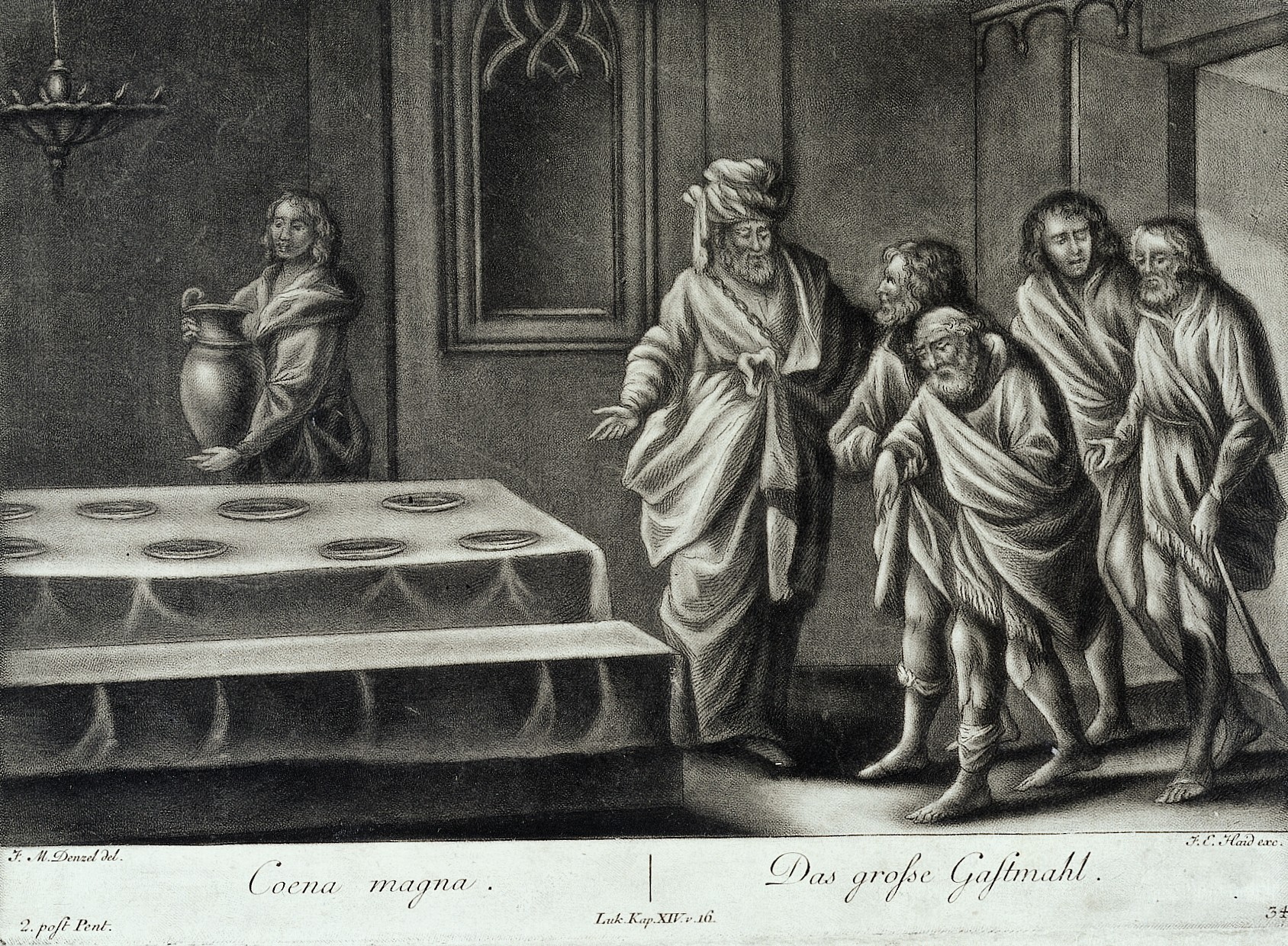
Das große Gastmahl
Schabkunst von Johann Elias Haid

Johann Elias Haid (auch Hayd; * 10. Dezember 1739 in Augsburg; † 5. April 1809 ebenda) war ein deutscher Kupferstecher, Porträtmaler, Schabkünstler und Verleger. 

## Leben
Johann Elias Haid war ein Sohn des Künstlers und Verlegers Johann Jacob Haid geboren. Er wurde Schüler und engster Mitarbeiter seines Vaters. Nach dessen Tod übernahm er die künstlerische und unternehmerische Leitung des väterlichen Verlags, den er unter dem Namen „J. J. Haid & Sohn“ weiterführte.
Im Jahre 1768 errang er den Ersten Preis der Reichsstädtischen Kunstakademie Augsburg, deren protestantischer Direktor (dieses Amt war stets konfessionell paritätisch besetzt) er von 1786 bis 1808 war.

## Tätigkeit
Haid unternahm mehrere Reisen in europäische Länder und porträtierte dabei viele Berühmtheiten seiner Zeit: So standen für ihn unter anderem Alessandro Cagliostro, Johann Caspar Füssli, Markus Christoph Koch von Gailenbach, Jean-Jacques Rousseau, Voltaire und Johann Joachim Winckelmann Modell. Seine 1774 begonnene Porträtsammlung berühmter Gelehrter, die er bis in die 1790er Jahre fortführte, umfasste und die schließlich 57 Bildnisse. Ab 1778 bearbeitete er insgesamt 132 Zeichnungen von Johann Caspar Füssli zu „Des Ritters Johann Carl Hedlinger’s Medaillen-Werk“, das 1781 erschien.

## Werk (Auswahl)
- Johann Elias Haid und Johann Caspar Füssli: Des Ritters Johann Carl Hedlinger’s Medaillen-Werk. Gezeichnet von Johann Caspar Fueßli, und in schwarzer Kunst bearbeitet von Johann Elias Haid bey Johann Jakob Haid und Sohn, Augsburg 1781